# Billaea minor
Billaea minor là một loài ruồi trong họ Tachinidae.